# Loki Crichton
Pour les articles homonymes, voir Crichton.
Pas d'image ? Cliquez ici

a Compétitions nationales et continentales officielles uniquement.

b Matchs officiels uniquement.
Dernière mise à jour le 18 août 2018.
Loki Crichton, né le 14 mars 1976 à Moata'a (Samoa), est un joueur de rugby à XV, qui joue avec l'équipe des Samoa et évoluant principalement au poste de demi d'ouverture, mais aussi à tous les autres postes des trois quarts (1,80 m pour 88 kg).

## Carrière

### En club
Il joue pour les Chiefs en Super Rugby entre 2000 et 2006, et pour Waikato en NPC de 2002 à 2006. 
En 2006, il rejoint Newcastle en novembre pour pallier l'absence de Jonny Wilkinson et la sélection de Toby Flood pour le Tournoi des six nations 2007. Il joue ensuite avec Worcester Warriors pendant deux saisons.

### En équipe nationale
Il a eu sa première cape internationale le 24 juin 2006, à l’occasion d’un match contre l'équipe des Fidji.

## Palmarès
- 10 sélections avec l'équipe des Samoa.
- 61 points marqués (12 pénalités et 13 transformations).
- Sélections par année : 2 en 2006, 8 en 2007.
- Participation à la Coupe du monde : 2007 (4 matchs)